# Olécrane

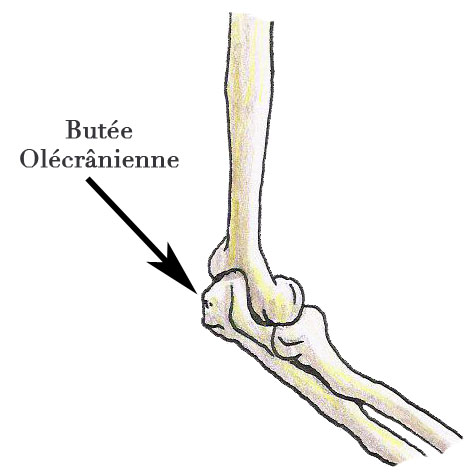

L’olécrane ou olécrâne (du grec ancien ὠλέκρανον / ōlékranon, « pointe du coude », de ὠλένη / ōlénē, « coude » et κρανίον / kraníon, « crâne ») est le processus osseux qui prolonge verticalement l'épiphyse proximale de l'ulna.

## Description
L'olécrane est une grande éminence verticale, épaisse et incurvée, située à la partie supérieure et postérieure de l'ulna. Il est recourbé en avant au sommet de manière à présenter une lèvre proéminente qui vient se loger dans la fosse de l'olécrane de l'humérus lors de l'extension de l'avant-bras.
Sa base est resserrée à sa jonction avec la diaphyse.
Sa face postérieure, dirigée vers l'arrière, est triangulaire, lisse, sous-cutanée et recouverte de la bourse subcutanée de l’olécrane.
Sa face supérieure est de forme quadrilatérale, marquée en arrière par une empreinte rugueuse pour l'insertion du muscle triceps brachial. A l'avant près du bord, une légère rainure transversale pour la fixation du faisceau postérieur du ligament collatéral radial de l'articulation du coude.
Sa face antérieure est lisse, concave et forme la partie supérieure de l'incisure trochléaire.
Son bord présentent des prolongements du sillon de la face supérieure. Du côté médial il correspond à l'insertion du ligament collatéral ulnaire, du côté latéral au faisceau postérieur du ligament collatéral radial.
Sur le bord médial s'insère le chef ulnaire du muscle fléchisseur ulnaire du carpe et sur le bord latéral s'insère le muscle anconé.

## Anatomie fonctionnelle
L'olécrane sert de levier dans le mouvement d'extension de l'avant-bras par action des muscles triceps brachial et anconé. Il sert également de butée pour ce mouvement en allant se loger dans la fosse de l'olécrane de l'humérus.

## Embryologie
Le troisième point d'ossification de l'ulna apparait près de l'extrémité de l'olécrane vers 10 ans. Son ossification rejoint celle de la diaphyse vers 16 ans.

## Aspect clinique
Les fractures surviennent au cours d'un choc direct sur le coude ou bien au cours d'un traumatisme indirect, comme une luxation du coude.
L'olécrane peut alors se déplacer, attiré par le tendon du muscle triceps brachial. L'extension du coude est impossible. Une douleur précise est ressentie à ce niveau et la palpation peut mobiliser le fragment.
Elles peuvent être classées (classification de Mayo) en fonction de leur emplacement :
- Type 1 : extra-articulaire au niveau de l'extrémité supérieure.
- Type 2 : transversal avec une partie libre supérieure faisant moins de la moitié de l'olécrane.
- Type 3 : transversal avec une partie libre supérieure faisant plus de la moitié de l'olécrane.
- type 4 : oblique avec articulation stable.
- type 5 : oblique avec articulation instable.
- type 6 : comminutive.

Un autre critère de classification est le niveau de déplacement :
- type I : Non déplacée.
- type II : déplacée avec articulation stable.
- type III : déplacée avec articulation instable.